# Numi-Tórem
Numi-Tórem (egyéb kiejtései Num-Tórum, Numi-Tórum) az obi-ugor mitológia főalakja, az Atyaisten. Hasonlóan más főistenekhez, szerepe meghatározó a világ megteremtésében és működtetésében. Párja a Földanya (Joli-Tórem), ellenfele az Alvilág-fejedelme (Hul-Ater). Többnyire nem lép közvetlen kapcsolatba az emberi világgal, a közvetítő szerepét fia, a Világügyelő Férfi (Mir Susne Hum) tölti be. Testvére (egyes változatokban felesége) a komoly hatalommal bíró Kaltes-asszony.

## Mondák
A vogul mondák általában igen emberi jellemmel bíró öregemberként ábrázolják. A világ teremtése alatt nem tette ki a lábát házából. Egyszer felesége biztatására minden állatot meg akart ölni, hogy csontjaikból új házat építhessen, a bölcs bagoly azonban lebeszélte erről. Megteremtette agyagból az embert, lelket viszont Kaltes-asszony adott neki. Amikor szent vízözönt akart bocsátani a Földre, a Világügyelő-férfi meghiúsította tervét. Az Alvilág-fejedelmét szent tűzözönnel akarta elpusztítani: egy vashajóra tette saját házanépét, még az embereket egy hétrétegű fatutajra. Az egész Föld megégett, a hajókon lévők azonban megmenekültek (a fatutajnak csak az utolsó rétege marad meg). Numi-Tórem felesége azonban elárulta az Alvilág-fejedelmének férje szándékát és becsempészte a vashajóra egy varródobozban, így a tűzözön célját nem érte el.

## Etimológia
A Numi-Tórem szó szerinti jelentése Felső-Isten. A tórem szónak mint a hanti, mind a manysi nyelvben létezik az "isten" és az "ég", "menny" jelentése. Az égisten fősége a tengrizmusból eredhet, az isten neve a csuvas isten jelentésű szóval (турă, tură) és istennévvel (Турă, Tură) azonos.